# Brodolom Nade
Brodolom Nade (njem. Die gescheiterte Hoffnung), izvorno More leda (njem. Das Eismeer) ili Nasukani brod na obali Greenlanda na mjesečini (Ein gescheitertes Schiff auf Grönlands Küste im Wonne-Mond), je slika romantičarskog slikara Caspara Davida Friedricha iz 1823. ili 1824. godine. Izložena je u muzeju Hamburger Kunsthalle u Hamburgu u Njemačkoj.

## Povijest
Caspar David Friedrich je bio jedan od prvih umjetnika koji je slikao osobite zimske pejzaže u kojima je zemlja potpuno pokrivena snijegom i ledom. Njegovi zimski pejzaži su svečani i prema povjesničaru Hermanu Benkenu, on je slikao zimske pejzaže u kojima ljudska noga nije još kročila.
Teško se može negirati utjecaj jednog traumatičnog događaja u djetinjstvu Friedricha na podsvjesno formiranje njegovog mračnog temperamenta i izbor "ledenih" tema u slikarstvu. Kao trinaestogodišnjeg dječaka za vrijeme klizanja na ledu spasio ga je od utapanja mlađi brat Christoph, koji se malo kasnije utopio u ledenoj vodi na njegove oči.
Sliku je naručio kolekcionar Johann Gottlob von Quandt itrebala je činiti par sa slikom Južna priroda u svom obilju i veličanstvenoj raskoši, koju je naslikao Johann Martin von Rohden.
Inspiracija za sliku Brodolom Nade je izvješće o jednom određenom događaju, kome je umjetnik dao simbolično značenje. To je nesretan događaj tijekom polarne ekspedicije Williama Edwarda Parryja u Sjeverozapadni prolaz od 1819. do 1820. godine. Na slici je vidljiva krma broda na kojoj je jedva vidljiv naziv broda, HMS Griper, jedan od dva broda koja su sudjelovala u ekspediciji.
Za sliku Friedrich je izradio brojne crteže i skice u ulju leda na rijeci Elbi, blizu Dresdena. Slika Brodolom Nade je bez sumnje jedno od remek-djela Caspara Davida Friedricha. Ipak, ova slika je naišla na nerazumijevanje i osporavanje i ostala neprodana skoro do njegove smrti, 1840. godine. No, danas je ona simbol ljudskih težnji koje lomi ogromna hladna ravnodušnost suvremenog svijeta i surove prirodne sile.
Slika je snažno utjecala na brojne romantičarske slikare, ali moderne kao što je Totes Meer (njem. za „Mrtvo more”) koje je naslikao Paul Nash 1941. god.

## Odlike
Na slici je prikazana sumorna tema brodoloma u ledenom Arktičkom oceanu. Tema slike je prožeta nenadmašnim dramatičnim intenzitetom i doima se kao da se brodolom upravo dogodio. Ogromni visoki šiljci ledenih santi su u pozadini, dok velike sante leda okružuju i potpuno okivaju ostatke drvenog broda. Dijelovi popucalih jarbola koji leže među piramidama leda pretvaraju se u prazninu, a s blijedoplavim nebom stvara snažan simbol života kojega je slomila sudbina i sile prirode. Sve je hladno, mrtvo, a sunce sja i osvjetljava slomljene nade čovjeka. Nagomilane ledene sante su prikazane kao neka vrsta ogromnog kamenog spomenika čovjekovog poraza kojega je sagradila sama priroda. Tu nema ni traga od obojene pare - i sam zrak izgleda kao da je zaleđen - niti ikakvog subjektivnog rukopisa. Kroz bojom pokrivenu površinu, gleda se pravo u stvarnost koja izgleda stvorena bez umjetnikova sudjelovanja. Ova tehnika, bezlična i pretjerano brižljiva, svojstvena je njemačkom slikarstvu.